# 薛襄公
薛襄公（？—前498年），是春秋时代薛国国君，任姓，伯爵，名定。鲁定公十二年（前498年）春季，薛伯定去世。夏季，安葬，谥号襄公。